# Фофановский
Фофановский — посёлок в Коношском районе Архангельской области. Входит в состав Тавреньгского сельского поселения.

## География
Посёлок находится в юго-западной части Архангельской области, на правом берегу реки Вель, на расстоянии примерно 34 км (по прямой) к юго-востоку от посёлка городского типа Коноша, административного центра района.

### Часовой пояс
Посёлок Фофановский, как и вся Архангельская область, находится в часовой зоне МСК (московское время). Смещение применяемого времени относительно UTC составляет +3:00.

## История
Лесопункт известен по крайне мере с 1952 года. Действовал в составе Хмельницкого леспромхоза, с 1960 года — Коношского леспромхоза. Существовала также Фофановская узкоколейная железная дорога.

## Население
| 2002 | 2010 | 2012 |
| ---- | ---- | ---- |
| 51   | ↘22  | ↘19  |

### Национальный состав
Согласно результатам переписи 2002 года, в национальной структуре населения русские составляли 96 % из 51 чел.